# O Livro do Porquê
O Livro do Porquê (em inglês: The Book of Why: The New Science of Cause and Effect) é um livro de não-ficção de 2018 do cientista da computação Judea Pearl com o escritor Dana Mackenzie. O livro explora os temas da causalidade e da inferência causal de pontos de vista estatísticos e filosóficos para o público em geral.

## Avaliações
The Book of Why foi avaliado por Jonathan Knee no The New York Times. A crítica foi positiva, com Knee chamando o livro de "iluminador". No entanto, ele descreve algumas partes do livro como "desafiadoras", afirmando que o livro "nem sempre é totalmente acessível aos leitores que não compartilham o gosto do autor por equações". 
Tim Maudlin deu ao livro uma crítica mista no The Boston Review, chamando-o de "uma visão geral esplêndida do estado da arte em análise causal". No entanto, Maudlin critica a inclusão de "contrafactuais" como degrau separado na "escada da causação", afirmando que "contrafactuais estão tão intimamente entrelaçados com reivindicações causais que não é possível pensar causalmente, mas não contrafactualmente". Maudlin também critica a seção sobre livre arbítrio por sua "imprecisão e falta de familiaridade com a literatura filosófica". Finalmente, ele aponta para o trabalho de vários cientistas (incluindo Clark Glymour) que desenvolveram ideias semelhantes a Pearl, e afirma que Pearl "poderia ter economizado literalmente anos de esforço se tivesse sido informado deste trabalho".  Em uma refutação, Pearl observa que, na época, ele estava intimamente familiarizado com este trabalho.
Zoe Hackett, escrevendo no Chemistry World, deu ao The Book of Why uma crítica positiva, com a ressalva de que "ele requer concentração e um esforço estudioso para resolver os problemas estatísticos alucinantes apresentados no texto". A revisão conclui afirmando que "este livro é obrigatório para qualquer estudante sério de filosofia da ciência e deve ser leitura obrigatória para qualquer classe de estatística do primeiro ano de graduação". 